# Sombere dartelwants
De sombere dartelwants (Peritrechus geniculatus) is een wants uit de onderfamilie Rhyparochrominae en uit de familie bodemwantsen (Lygaeidae).
De onderfamilie Rhyparochrominae wordt ook weleens als een zelfstandige familie Rhyparochromidae gezien in een superfamilie Lygaeoidea. Lygaeidae is conform de indeling van bijvoorbeeld het Nederlands Soortenregister.

## Uiterlijk
De soorten uit het genus Peritrechus hebben op het halsschild (pronotum) aan de zijkant een lichte vlek (vaak niet goed zichtbaar). De voordijen hebben slechts één of twee kleine stekels. Ze zijn langvleugelige (macropteer).
Deze wants is 5 tot 5,9 mm lang. De kop, de poten, de antennes en de bovenkant van halsschild (pronotum) zijn zwart. Het onderste deel van het halsschild is bruin met zwart. Het schildje (scutellum) is ook zwart, maar met een V-vormige bruine tekening op het eind. De voorvleugels zijn grijsbruin met een donkere vlek, die in het midden lichtbruin is en met donkere spikkels. Het membraan is witachtig bij de aders met daartussen bruine strepen. Hij lijkt veel op de Peritrechus nubilus maar hij heeft een derde segment van de antenne, dat dikker of even dik is als het eerste segment. Ook is het halsschild meer langwerpig van vorm.

## Verspreiding en habitat
De soort is wijdverspreid in Europa van het zuiden van Scandinavië tot in het Europese deel van het Middellandse Zeegebied. Naar het oosten komt hij voor tot in West-Siberië, in de Kaukasus en in het gebied rond de Kaspische Zee. Ze worden aangetroffen in droge tot matig vochtige gebieden met vegetatie van grassen (Poaceae). Het kunnen zowel open als halfschaduwrijke gebieden zijn. Er is geen echte voorkeur voor een bepaalde bodemsoort, maar ze komen toch vaker in grotere aantallen voor op zandgronden.

## Leefwijze
De wantsen leven van zaden op de bodem en in de planten. Mogelijk zijn de grassen als voedingsplant belangrijk, maar het is niet aangetoond, dat ze met een bepaalde voedselplant verbonden zijn. De imago’s overwinteren en paren vooral eind april en in mei. De volwassen wantsen van de nieuwe generatie verschijnen vanaf eind juli of in augustus. Er is één generatie in een jaar.